# Зоис, Антониос
Антониос Зоис (греч. Αντωνιος Ζωης, ? — 1941) — македономах, то есть борец за Воссоединение Македонии с Грецией.

## Биография
Антониос Зоис родился в конце XIX века в городе Монастир. 23 Апреля 1903 г., в день Святого Георгия, в городе начался погром христиан. Преследуемый турецкими солдатами, Зоис нашёл убежище в доме знакомого еврея. Позже, в этом же году Зоис, принял участие в Илинденском восстании и действовал в р-не Морихово. Однако в конце Декабря Зоис вышел из борьбы, видя что борьба болгар принимает антигреческий характер. Прощаясь с местными головами Зоис сказал им;

«Я пришел сюда воевать с турками, а не обращать насильно других христиан в болгар.»

Зоис вернулся в регион годом позже, в Сентябре 1904 г., под начало руководителя Национального комитета Монастира, врача Константина Михаил (псевдоним Монах) с целью организовать военное сопротивление греков региона.
Зоис создал военный отряд для защиты местного населения от болгарских четников.
С апреля 1905 г. Зоис находится под командованием офицеров Христос Цолакопулос (псевдоним Рембелос) и Димитриос Вардис. В начале 1906 г. был ранен и вынужден уехать в Афины на лечение.
В Июле 1906 г. Зоис возвращается в Македонию и продолжает свою партизанскую деятельность до 1908 г.
После революции младотурок военные действия на время прекращаются и Зоис уходит в подполье.
После получения информации что младотурки готовят убийство Зоиса, его отправляют в США где он находился до Первой Балканской войны.
С началом войны, Зоис возвращается и во главе отряда добровольцев освобождает Морихово и поднимает флаг Греции, провозглашая, что «освобождает регион во имя короля Греции Георгия-I». Однако по условиям Бухарестского мира 1913 г. регион перешёл к Сербскому королевству. По окончании войн Зоис поселился по греческую сторону границы, в селе Фламбуро, ном Флорина.
6 Апреля 1941 г. Германия вторглась одновременно в Югославию и в Грецию, при содействии Болгарии. Встретив сопротивление на греческо-болгарской границе, немцы через югославскую территорию вышли в тыл греческой армии, воевавшей в Албании
против итальянской армии с октября 1940 г., и заняли кроме прочих и город Флорину.
В день когда немцы вошли во Флорину, Зоис покончил жизнь самоубийством.
 ,
 ,